# Hekuran Isai
Hekuran Isai (ur. 7 maja 1933 w Peqinie, zm. 26 marca 2008 w Tiranie) – albański polityk komunistyczny, w latach 1982–1991 wicepremier i minister spraw wewnętrznych, w latach 1975–1991 członek Biura Politycznego Albańskiej Partii Pracy.

## Życiorys
Pochodził z rodziny robotniczej, był synem Selmana i Zoginy. W 1957 wstąpił do Albańskiej Partii Pracy i w tym samym roku wyjechał na studia do ZSRR. Studia z zakresu petrochemii ukończył w 1960 w Groznym. Po powrocie do kraju pracował w rafinerii w Cërriku na stanowisku specjalisty.
W 1962 został wybrany deputowanym do parlamentu. Mandat deputowanego sprawował do roku 1991, pracując w komisji przemysłu, górnictwa i budownictwa. W 1967 podjął studia w Wyższej Szkole Partyjnej im. Lenina w Tiranie.
Po ukończeniu studiów w 1967 objął stanowisko sekretarza partii w okręgu Elbasan, skąd w 1970 trafił do okręgu Librazhd, a następnie do Dibry. Na VI Zjeździe partii, w listopadzie 1971 został wybrany członkiem Komitetu Centralnego APP. We wrześniu 1975 awansował na stanowisko członka Biura Politycznego partii. W 1975 przewodniczył delegacji albańskiej, która pojechała do Pekinu negocjować umowę handlową z Chinami. Jego awans związany był z czystką w 1975, kiedy usunięto ze stanowisk Abdyla Këlleziego i Koço Theodhosiego.
W styczniu 1982 Hekuran Isai objął stanowisko ministra spraw wewnętrznych w rządzie kierowanym przez Adila Çarçaniego, w tym samym roku zeznawał w sprawie przeciwko Kadri Hazbiu, przyznając że ten należał do grupy wrogiej wobec partii. Po raz drugi objął to stanowisko w 1990 i pełnił je do 1991. Przeprowadzał czystkę w armii po śmierci Mehmeta Shehu. W latach 1987–1989 pełnił funkcję wicepremiera. Był odpowiedzialny za użycie siły w 1990 przeciwko strajkującym studentom uniwersytetu w Tiranie. W grudniu 1990 na jego polecenie zniszczono większość akt współpracowników Sigurimi.
28 września 1991 został aresztowany. W 1994 stanął przed sądem oskarżony w procesie Ramiza Alii (tzw. procesie kawowym) o nadużycie władzy i naruszanie praw obywatelskich. Isai został skazany na 5 lat więzienia. Karę odbywał w więzieniu 313 w Tiranie, w którym przebywał przez rok. Ponownie aresztowany w styczniu 1996, opuścił więzienie wiosną 1997, w czasie rewolucji piramidowej 1997, na mocy amnestii.